# Bagneaux
Ne doit pas être confondu avec Bagneaux-sur-Loing.
Bagneaux est une commune française située dans le département de l'Yonne, en région Bourgogne-Franche-Comté.
Ses habitants sont appelés les Balnéociens.

## Géographie
Bagneaux est située 2 km à l'est de Villeneuve-l'Archevêque. La commune comprend aussi les hameaux de Rateau et les Marchais, une ferme isolée (les Grands Essarts) qui sont situés au nord du village ainsi qu'un ancien moulin transformé en habitation : Maupas.

### Climat
Pour des articles plus généraux, voir Climat de la Bourgogne-Franche-Comté et Climat de l'Yonne.
En 2010, le climat de la commune est de type climat océanique dégradé des plaines du Centre et du Nord, selon une étude du Centre national de la recherche scientifique s'appuyant sur une série de données couvrant la période 1971-2000. En 2020, Météo-France publie une typologie des climats de la France métropolitaine dans laquelle la commune est exposée à un climat océanique altéré et est dans la région climatique  Nord-est du bassin Parisien, caractérisée par un ensoleillement médiocre, une pluviométrie moyenne régulièrement répartie au cours de l’année et un hiver froid (3 °C). 
Pour la période 1971-2000, la température annuelle moyenne est de 10,7 °C, avec une amplitude thermique annuelle de 15,7 °C. Le cumul annuel moyen de précipitations est de 707 mm, avec 11,5 jours de précipitations en janvier et 7,8 jours en juillet. Pour la période 1991-2020, la température moyenne annuelle observée sur la station météorologique de Météo-France la plus proche, « Flacy », sur la commune de Flacy à 1 km à vol d'oiseau, est de 11,2 °C et le cumul annuel moyen de précipitations est de 740,8 mm. 
La température maximale relevée sur cette station est de 41,9 °C, atteinte le 25 juillet 2019 ; la température minimale est de −25 °C, atteinte le 9 janvier 1985,,. 
Les paramètres climatiques de la commune ont été estimés pour le milieu du siècle (2041-2070) selon différents scénarios d'émission de gaz à effet de serre à partir des nouvelles projections climatiques de référence DRIAS-2020. Ils sont consultables sur un site dédié publié par Météo-France en novembre 2022.

## Urbanisme

### Typologie
Au 1er janvier 2024, Bagneaux est catégorisée commune rurale à habitat dispersé, selon la nouvelle grille communale de densité à sept niveaux définie par l'Insee en 2022.
Elle est située hors unité urbaine. Par ailleurs la commune fait partie de l'aire d'attraction de Sens, dont elle est une commune de la couronne,. Cette aire, qui regroupe 65 communes, est catégorisée dans les aires de 50 000 à moins de 200 000 habitants,.

### Occupation des sols
L'occupation des sols de la commune, telle qu'elle ressort de la base de données européenne d’occupation biophysique des sols Corine Land Cover (CLC), est marquée par l'importance des territoires agricoles (73,8 % en 2018), une proportion sensiblement équivalente à celle de 1990 (73,6 %). La répartition détaillée en 2018 est la suivante : 
terres arables (69,1 %), forêts (24,7 %), zones agricoles hétérogènes (4,7 %), zones urbanisées (1,5 %). L'évolution de l’occupation des sols de la commune et de ses infrastructures peut être observée sur les différentes représentations cartographiques du territoire : la carte de Cassini (XVIIIe siècle), la carte d'état-major (1820-1866) et les cartes ou photos aériennes de l'IGN pour la période actuelle (1950 à aujourd'hui).

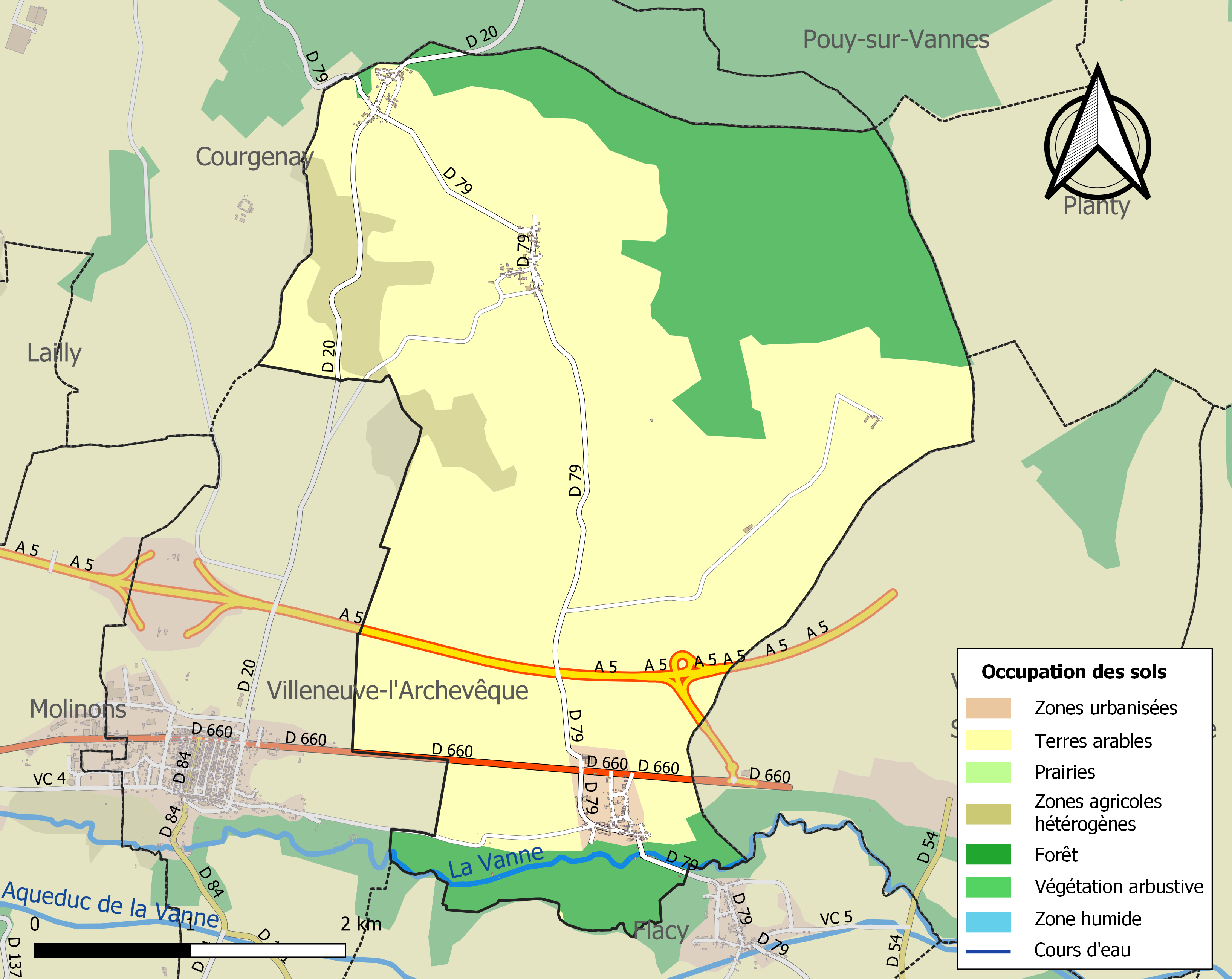
Carte des infrastructures et de l'occupation des sols de la commune en 2018 (CLC).

## Toponymie
Baniolum en 872, Bagnent au IXe siècle, Balneolum et Bainos en 1160, Barneolae en 1196, Baineolae en 1237, Baignax au XVe siècle, Bagneaux en 1453 et Baigneaux en 1486.
Le toponyme peut évoquer la présence de bains dans l'Antiquité.

## Histoire
On trouve trace du nom de la commune dès 872 : Baméoléum qui va évoluer en Balmoléum, Baingolaie, Bagnent, Bannault, Bainos, Baignax et enfin Bagneaux. Il ne reste rien
de l'ancienne maison forte de Maulny-le-Repos, dont l'emplacement a été fouillé lors de la construction de l'autoroute A5 : c'est le lieu où Saint Louis aurait reçu la Couronne d’épines achetée à l'empereur Baudoin II, empereur de Constantinople, le 10 août 1239. Cette relique a ensuite été présentée dans l'église de Villeneuve-l'Archevêque, puis à Sens avant de rejoindre Paris et d'être exposée à la Sainte-Chapelle.

### Moyen Âge gothique
Le village de Bagneaux appartient au diocèse de Sens, à l'archidiaconé de Sens, et au doyenné de la Rivière. Dès les années 1110, ses environs sont sous le contrôle du comte de Troyes qui prendra le titre de comte de Champagne vers 1160. La paroisse est dédiée à saint Germain, évêque de Paris, et non pas à l'évêque d'Auxerre. La fête communale en adopte la date.
Dès le premier tiers du XIIe siècle, une famille de chevaliers, dits de Mauny (« Malonido ») se manifeste dans le Sénonais. Ces chevaliers sont des parents de l'archevêque de Sens Hugues de Noyers qui les autorise à ériger une chapelle dans leur « maison » (synonyme de maison-forte) de Mauny/Maulny, à Bagneaux, sans préjudicier aux droits curiaux. Le patrimoine foncier de ces chevaliers s'égrène jusqu'à Sens où leur maison est contigüe à la tour royale de la ville.
En ce début de XIIe siècle, du fait de l'obstacle formé par la seigneurie de Nogent-sur-Seine, le chemin reliant les deux villes de foire de Provins et de Troyes, passe par La Motte-Tilly, Traînel, Villechat, Courgenay et retrouve la voie de Sens à Troyes à Bagneaux. La fortune du détenteur est garantie par cette voie de contournement, tout comme celle de la branche aînée de la famille de Traînel.
Le fief de Mauny est vassal de la famille de Traînel (branche aînée de Villeneuve-aux-Riches-Hommes, Foissy et Pouy).
Il est très probable que les chevaliers de Mauny aient entravé la première fondation d'une ville neuve sur la Vanne par les moines de Saint-Jean de Sens. L'obstacle sera levé quand Anseau II de Traînel sera associé par l'archevêque de Sens Guillaume aux Blanches Mains à la refondation de la ville qui prendra le nom de son protecteur : Villeneuve-l'Archevêque. Dès lors, les chevaliers de Mauny s'abstiennent de contrarier le développement de la ville.
Vers 1195, le comte de Champagne met la main sur la seigneurie de Nogent-sur-Seine, et ouvre un axe direct reliant Provins à Troyes. Le chemin de contournement passant par Traînel périclite. Pire : un autre chemin ouvert entre Nogent et Villeneuve-l'Archevêque néglige Bagneaux. L'atout routier se limitera désormais à la voie de Troyes à Sens.
Une partie du finage de Bagneaux (notamment le Marchais, situé au nord), appartient à l'abbaye Saint-Germain-des-Prés de Paris qui dispose d'un prieuré à Bagneaux.

### Moyen Âge flamboyant
Sous le règne de Philippe le Bel (1284-1314), le bailli royal de Sens profite de ce que son maître a épousé Jeanne, héritière de la Champagne, pour confisquer indûment l'autorité judiciaire sur Bagneaux et les environs, profitant de la faiblesse et du retard de l'administration comtale. Cette avancée sera entérinée et va perdurer jusqu'en 1789.
À la suite des chevaliers de Mauny, plusieurs familles nobles détiennent la seigneurie de Mauny-le-Repos : familles de Brisolles, d'Avelly (1362-1499) et de Verdelot (1527-1615), de Castelan (1623-1629).

### Une économie diversifiée
Le moulin de Maupas est un moulin à foulon de 1615 à 1782, donc complémentaire des activités drapières de Rigny-le-Ferron et de Villeneuve-l'Archevêque. En 1788, le moulin passe au tan.
Des bonnetiers se fixent à Bagneaux de 1785 à 1792 ; une couturière en 1786 ; un tondeur de draps en 1792.
Les tuiliers s'activent continûment au Marchais depuis 1563 (Pyat, Pélerin, Bréard, Vuidot).
L'hôtellerie de 1564 disparaît très vite.

## Politique et administration
Curés de la paroisse :
- Jacques Chenuot, de 1561 à 1563 ;
- en 1726, Bagneaux est desservi par Pleyard, curé de Vulaines ;
- Pierre Moreau, de 1726 à son décès survenu en 1728 ;
- de Rochefort, de 1728 à 1735 ;
- Charles-François Barbier, de 1738 à 1743. Natif de Moreuil en Picardie. Frère du curé de Rigny-le-Ferron ;
- Pierre Andouillé, de 1746 à son décès âgé de 67 ans en 1764. Originaire de Traînel ;
- Yvert, en 1777 ;
- Jean-Baptiste Foloppe, de 1777 à 1792.

| Période            | Période    | Identité            | Étiquette | Qualité                                                                      |
| ------------------ | ---------- | ------------------- | --------- | ---------------------------------------------------------------------------- |
| 1792               |            | Hubert Mignot       |           |                                                                              |
| 1793               |            | Nicolas Royer       |           |                                                                              |
| 13 Thermidor An II |            | Jean Penon          |           |                                                                              |
| An X               |            | Henri Villier       |           |                                                                              |
| 1810               |            | Joseph Protin       |           |                                                                              |
| 1821               |            | Antoine Villiers    |           |                                                                              |
| 1823               |            | Henri Villiers      |           |                                                                              |
| 1833               |            | Benjamin Villiers   |           |                                                                              |
| 1848               |            | Beavais             |           |                                                                              |
| 1852               |            | Hippolyte Fouche    |           |                                                                              |
| août 1868          |            | Dominique Simonet   |           |                                                                              |
| 1871               |            | Savinien Bréard     |           |                                                                              |
| 10 août 1873       |            | Honoré Bellemanière |           |                                                                              |
| 13 avril 1875      |            | Benjamin Fouche     |           |                                                                              |
| 23 juillet 1876    |            | Honoré Bellemanière |           |                                                                              |
| 8 octobre 1876     |            | Michel Pomel        |           |                                                                              |
| 23 janvier 1881    |            | Amedé Pasquier      |           |                                                                              |
| 29 juin 1884       |            | Julien Douine       |           |                                                                              |
| 17 octobre 1886    |            | Honoré Bellemanière |           |                                                                              |
| 20 mai 1888        |            | Julien Douine       |           |                                                                              |
| 9 juin 1895        |            | Théodore Jorry      |           |                                                                              |
| 20 mai 1900        |            | Edouard Carré       |           |                                                                              |
| 15 mars 1904       |            | Julien Douine       |           |                                                                              |
| 1908               |            | Eugène Gousset      |           |                                                                              |
| 1 octobre 1922     |            | Henri Malville      |           | Gousset, Douine, Jorry, Bernier, Malville furent élus maire mais refusèrent. |
| 6 juin 1929        |            | Victor Dolbeau      |           |                                                                              |
| 2 mars 1930        |            | Anatole Houy        |           |                                                                              |
| 23 juillet 1933    |            | Hildevert Jorry     |           |                                                                              |
| 19 mai 1935        |            | Eugène Gousset      |           | démissionne le 16 novembre 1941                                              |
| novembre 1941      |            | Raymond Charpentier |           |                                                                              |
| 18 mai 1945        |            | Eugène Gousset      |           |                                                                              |
| 6 novembre 1951    |            | Almire Menager      |           |                                                                              |
| 20 mars 1959       | après 1988 | Marcel Leroy        |           |                                                                              |
| avant 2005         | 2014       | Marcel Leroy        |           |                                                                              |
| 2014               | En cours   | William Georges     |           |                                                                              |

## Population et société

### Démographie
L'évolution du nombre d'habitants est connue à travers les recensements de la population effectués dans la commune depuis 1793. Pour les communes de moins de 10 000 habitants, une enquête de recensement portant sur toute la population est réalisée tous les cinq ans, les populations de référence des années intermédiaires étant quant à elles estimées par interpolation ou extrapolation. Pour la commune, le premier recensement exhaustif entrant dans le cadre du nouveau dispositif a été réalisé en 2004.

En 2022, la commune comptait 201 habitants, en évolution de −4,74 % par rapport à 2016 (Yonne : −1,95 %, France hors Mayotte : +2,11 %).
| 1793 | 1800 | 1806 | 1821 | 1831 | 1836 | 1841 | 1846 | 1851 |
| ---- | ---- | ---- | ---- | ---- | ---- | ---- | ---- | ---- |
| 456  | 388  | 395  | 458  | 496  | 541  | 541  | 575  | 555  |

| 1856 | 1861 | 1866 | 1872 | 1876 | 1881 | 1886 | 1891 | 1896 |
| ---- | ---- | ---- | ---- | ---- | ---- | ---- | ---- | ---- |
| 552  | 562  | 572  | 579  | 587  | 577  | 530  | 539  | 460  |

| 1901 | 1906 | 1911 | 1921 | 1926 | 1931 | 1936 | 1946 | 1954 |
| ---- | ---- | ---- | ---- | ---- | ---- | ---- | ---- | ---- |
| 411  | 375  | 322  | 289  | 266  | 243  | 244  | 263  | 251  |

| 1962 | 1968 | 1975 | 1982 | 1990 | 1999 | 2004 | 2006 | 2009 |
| ---- | ---- | ---- | ---- | ---- | ---- | ---- | ---- | ---- |
| 216  | 184  | 151  | 131  | 143  | 182  | 214  | 229  | 230  |

| 2014 | 2019 | 2022 | - | - | - | - | - | - |
| ---- | ---- | ---- | - | - | - | - | - | - |
| 211  | 205  | 201  | - | - | - | - | - | - |

### Manifestations culturelles et festivités
La fête patronale a lieu le 22 janvier et la fête communale le 28 mai.

## Culture locale et patrimoine

### Lieux et monuments
Les monuments notables de Bagneaux sont :
- l'église dédiée à saint Germain ;
- le pont de pierre sur la Vanne ;
- les anciens puits à Rateau et aux Marchais ;
- une ancienne tuilerie (Saint-Laurent à Rateau) ;
- un petit musée de la pêche et de la photographie à la mairie, sur rendez-vous.

Il existe sur le territoire de la commune un forage pétrolier en exploitation depuis 1990.

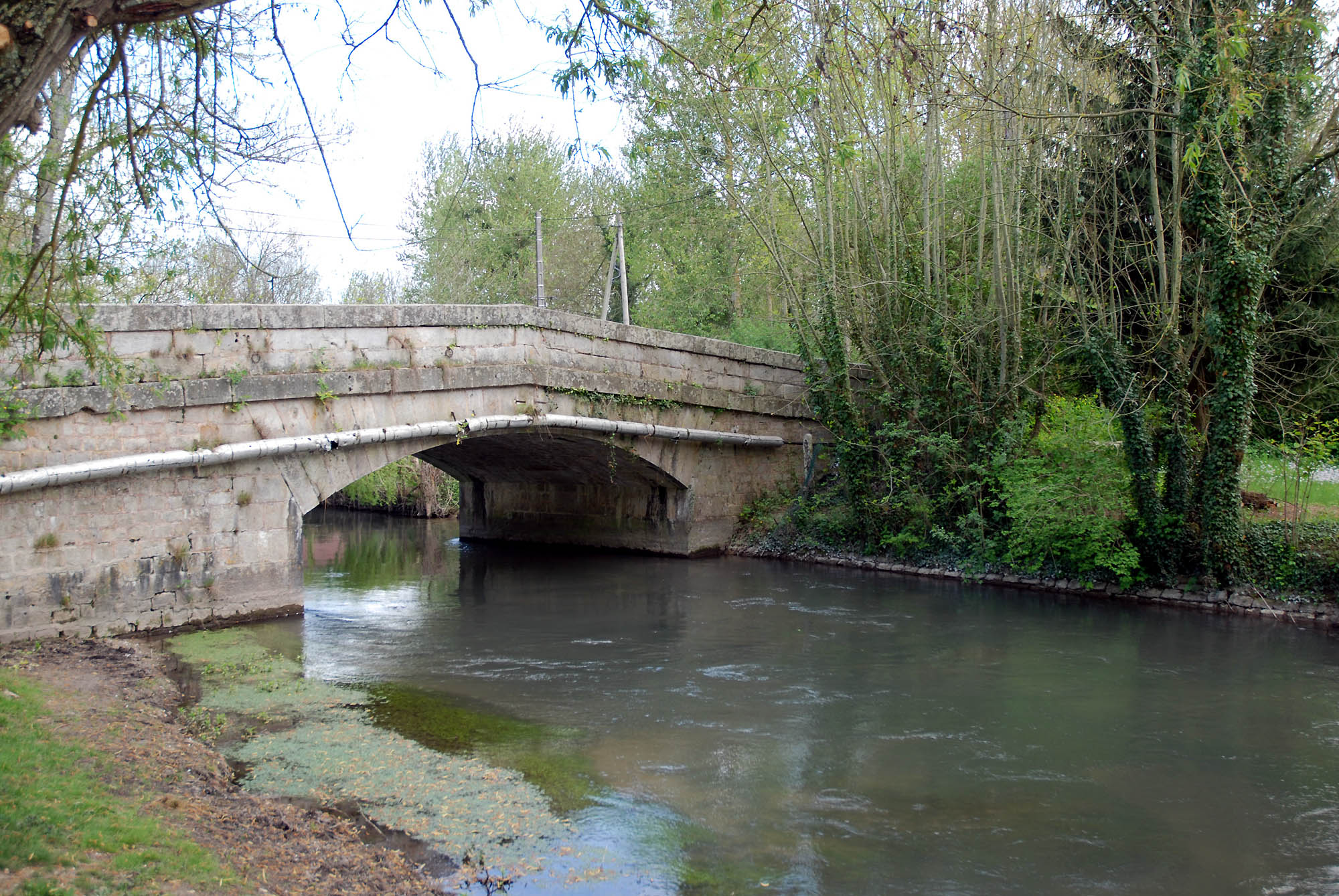
Pont de pierre sur la Vanne.
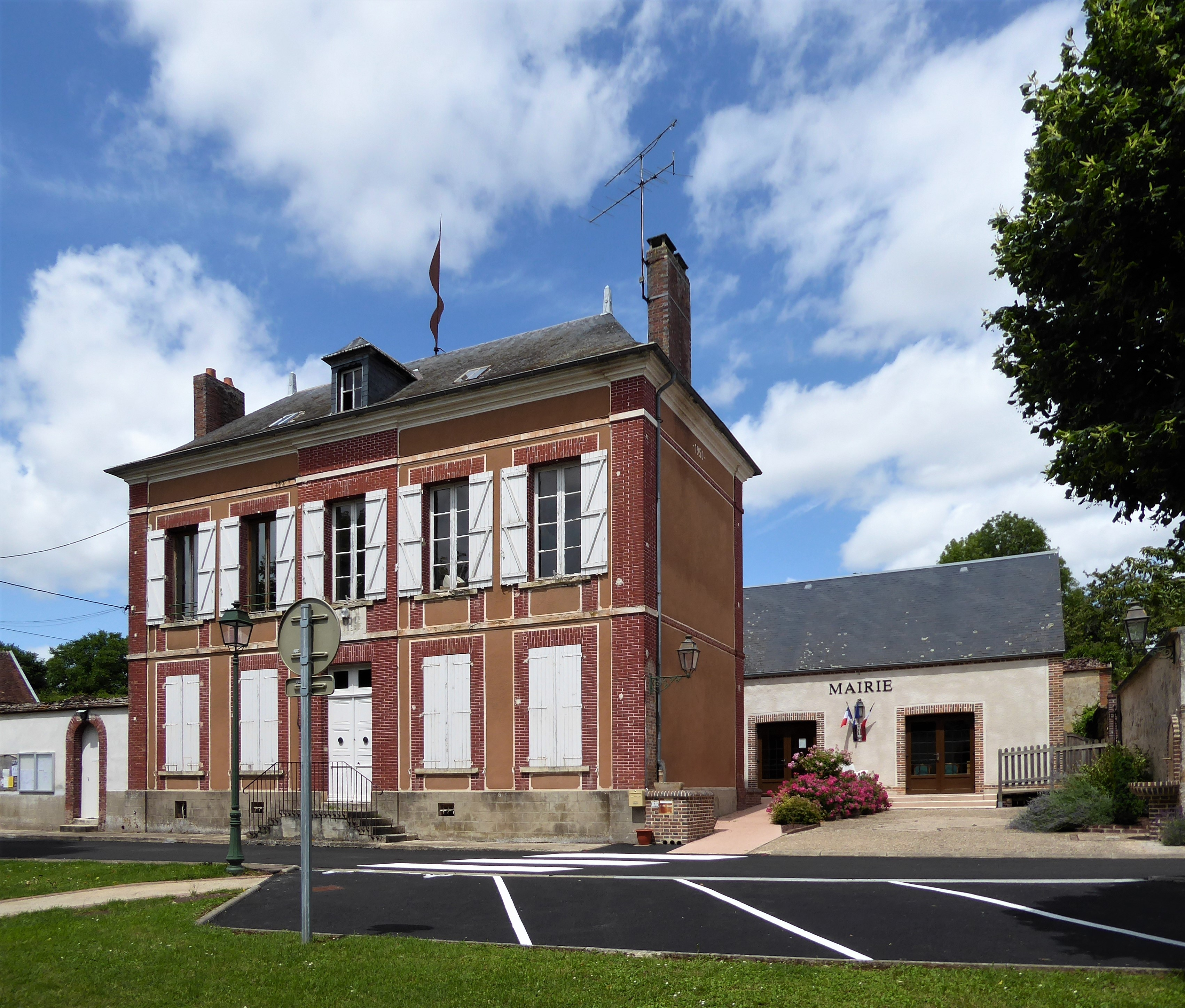
Ancienne mairie et école.
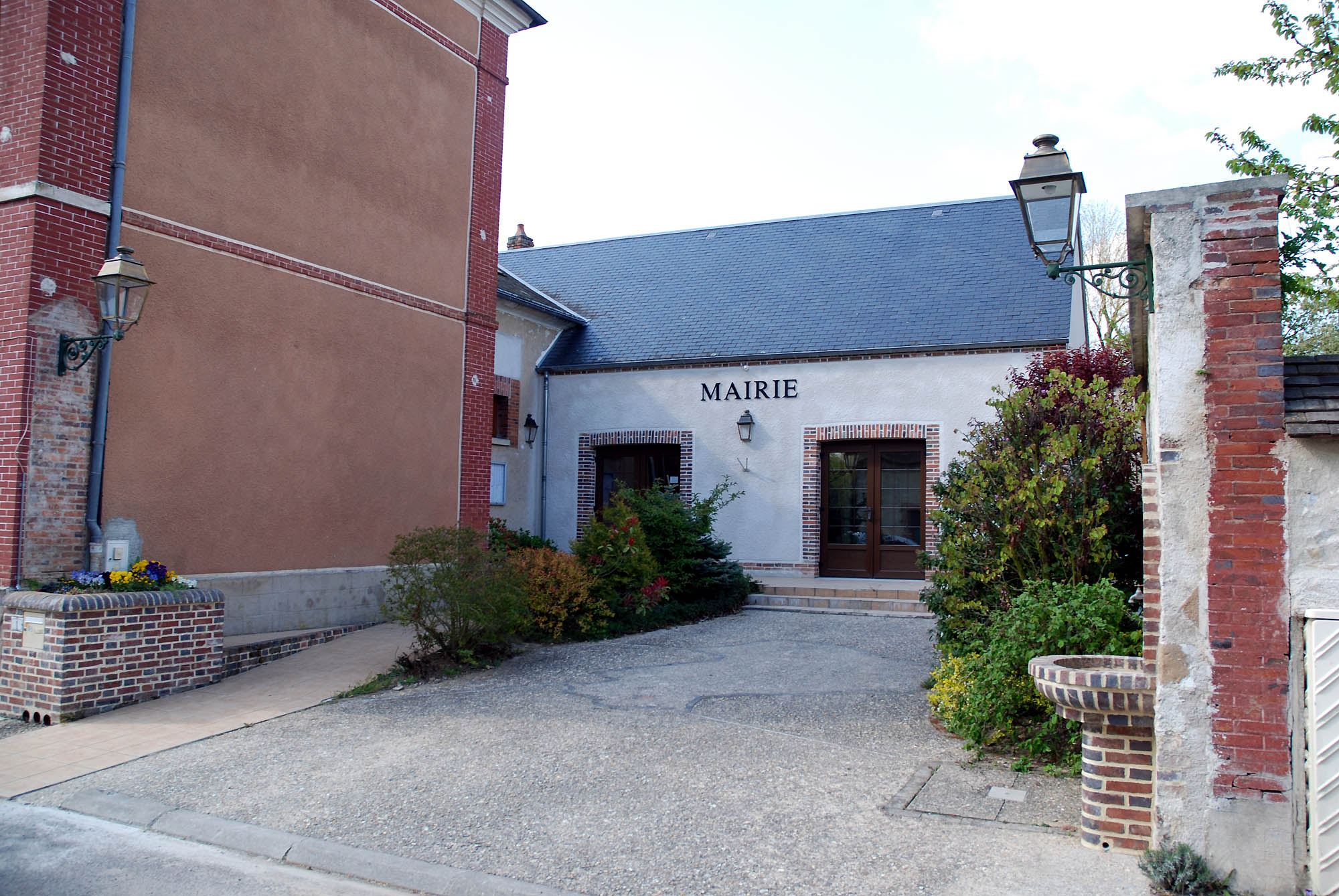
Mairie.
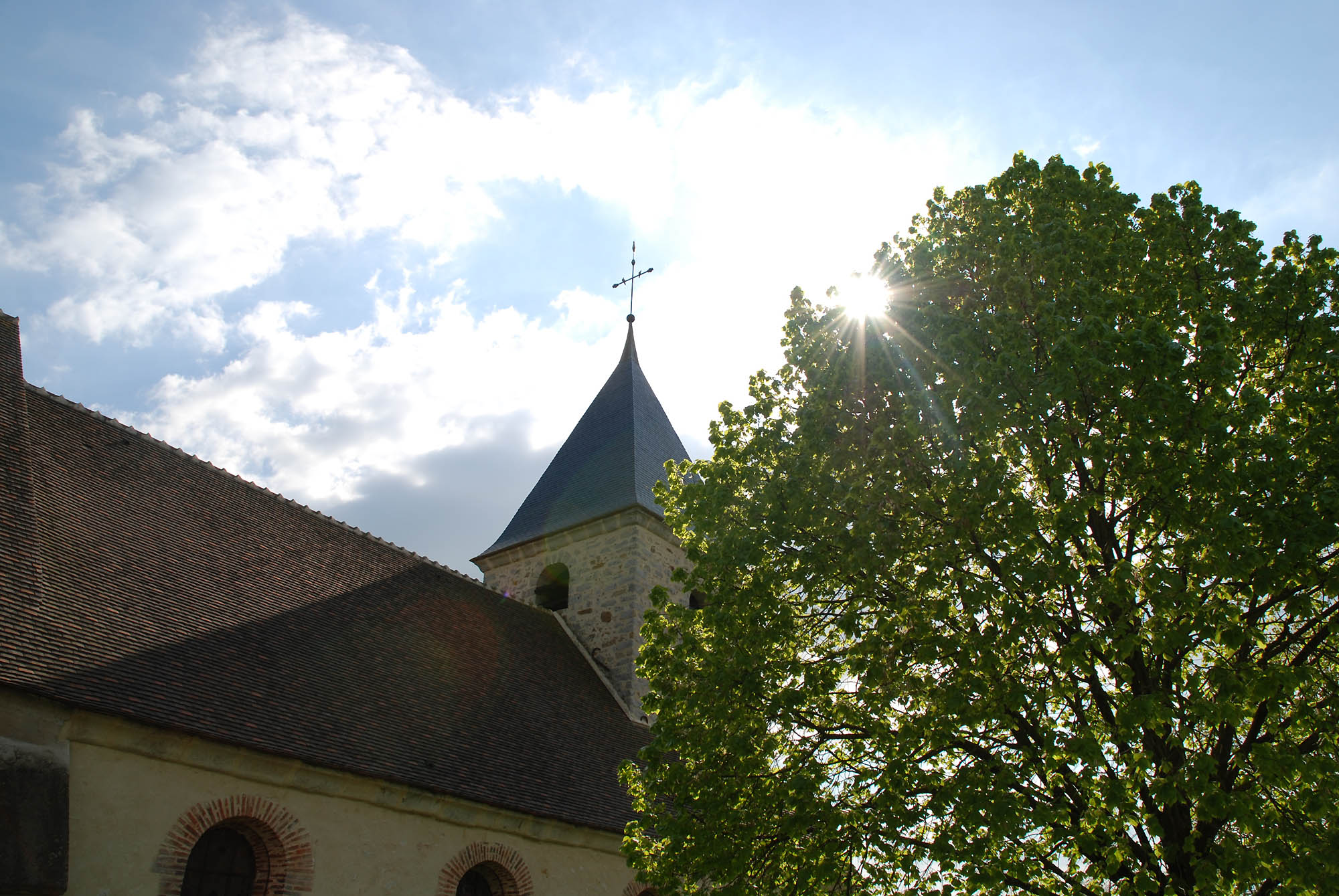
Église.
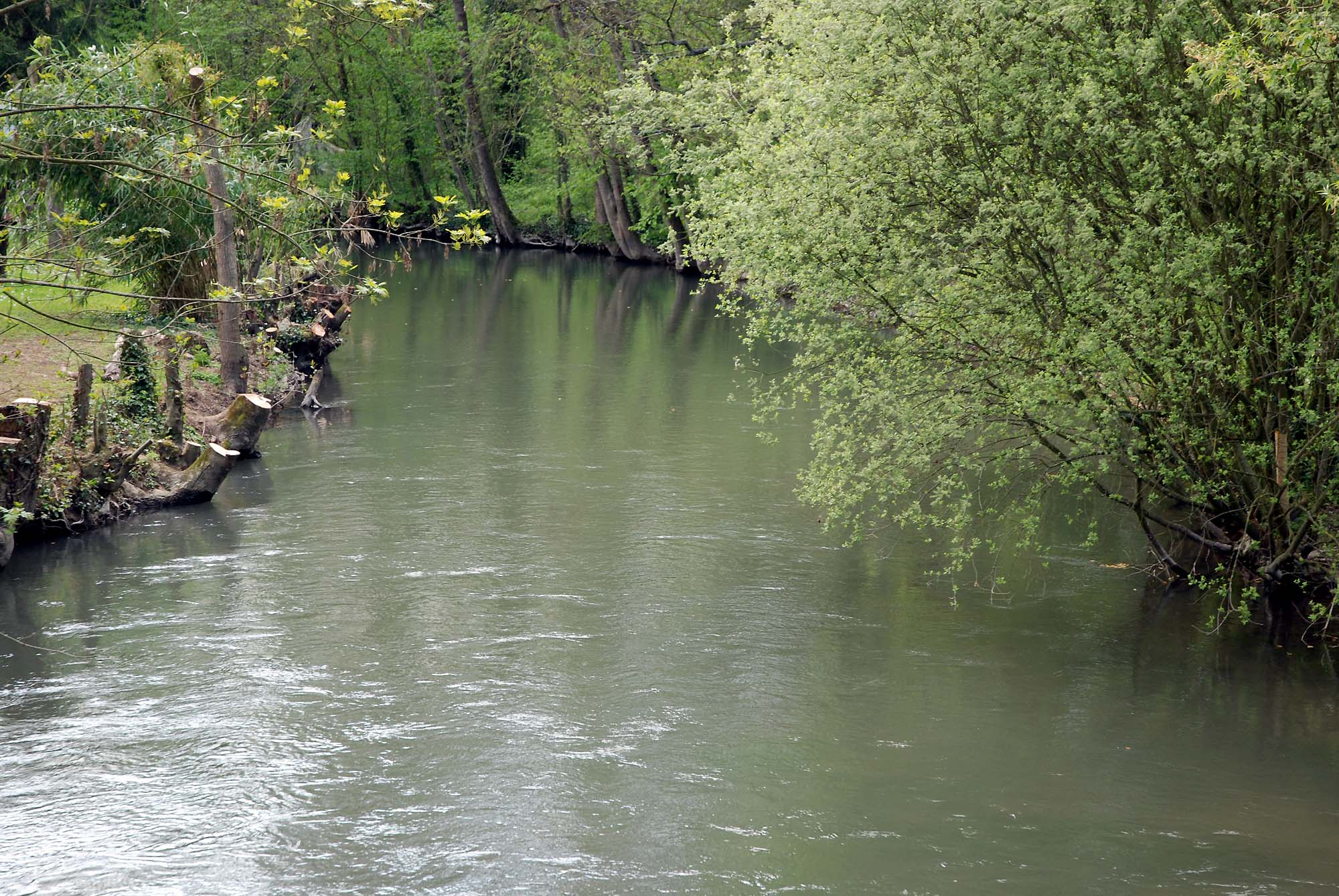
La Vanne vue du pont de Pierre.
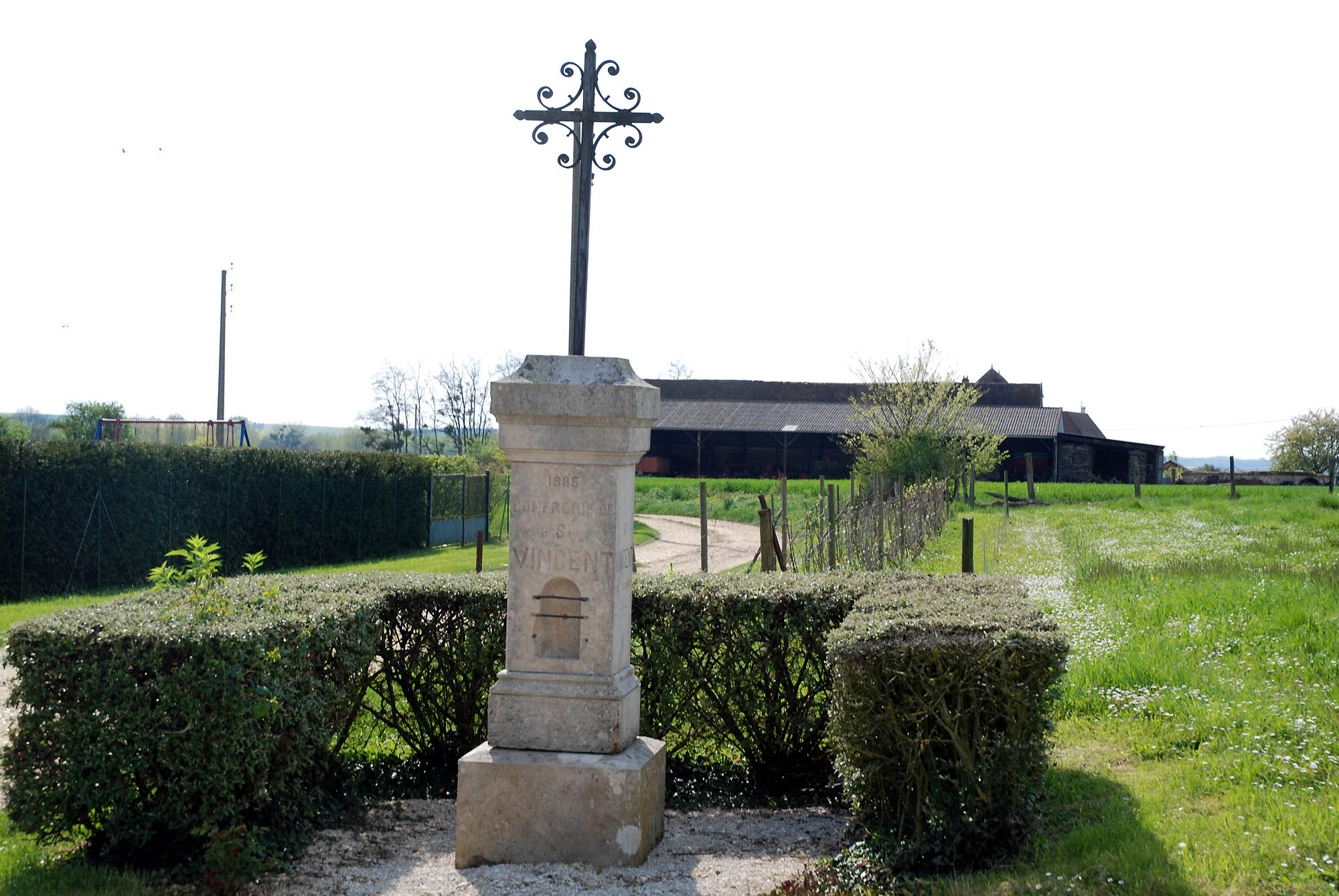
Croix Saint-Vincent.
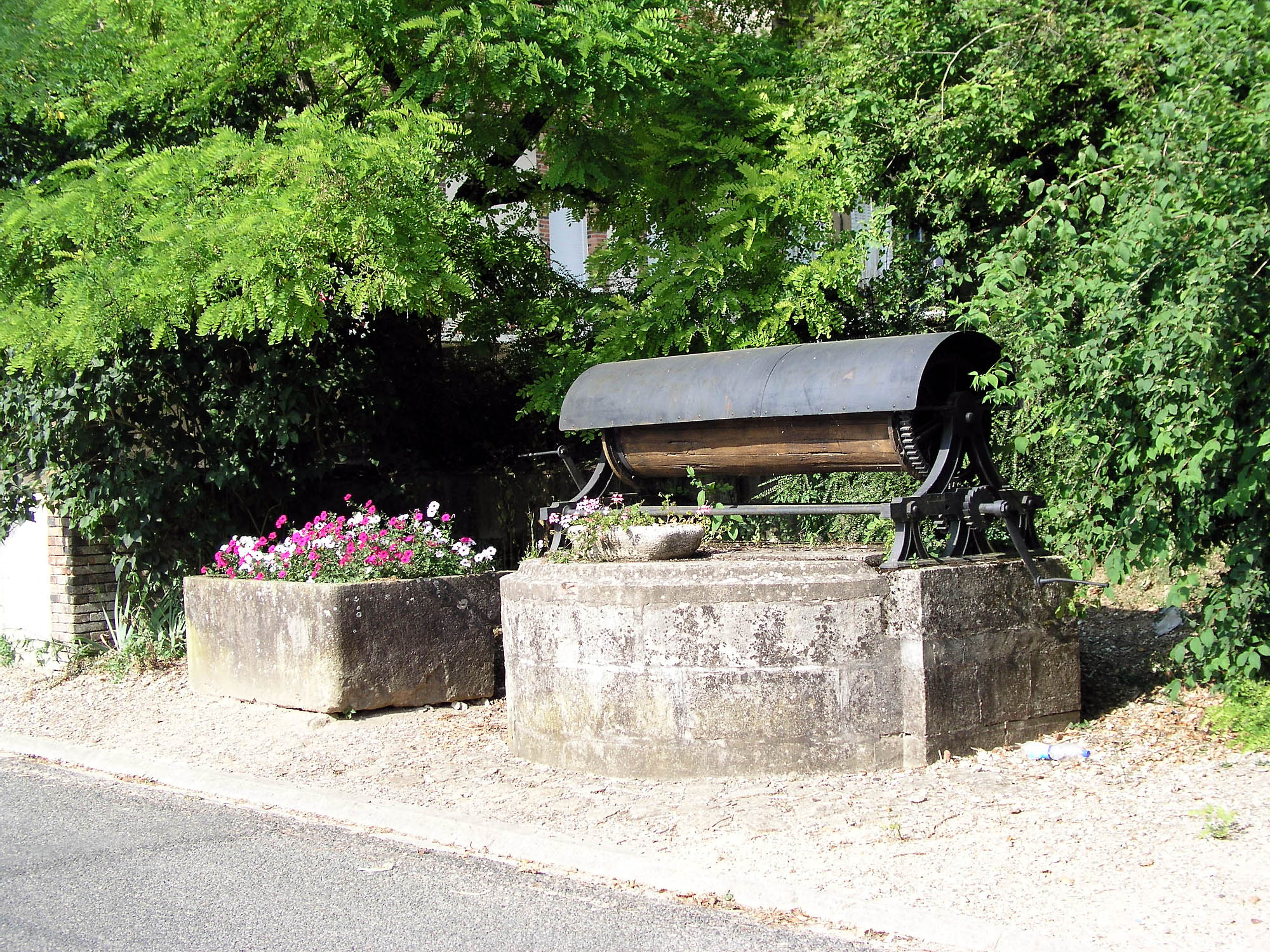
Puits à Rateau.

### Personnalités liées à la commune
- Henry-Marie Villiers. Fils de Jean receveur de la seigneurie de Bagneaux (1699+1762) de Marguerite Courtois. À son tour receveur de la seigneurie de Bagneaux de 1778 à 1789. Marchand de bois en 1791. Président du district de Sens en 1791 et 1792, et à ce titre maître d'œuvre du système de terreur et de spoliation mis en place par le nouveau régime : massacre de la ferme des Loges, « charrette » des Sénonais guillotinés avec Madame Elisabeth, pillages des propriétés séquestrées, etc. Époux en premières noces de Marie-Cécile Thénard (1753+1782), en secondes noces avant 1784 de Colombe-Aveline Berthier (de Saint-Mards-en-Othe). Une partie de la famille est partie diriger la Société des Houillères[23].

## Pour approfondir